# 聖靈群島
聖靈群島（英語：Whitsunday Islands）是位於澳大利亞昆士蘭州中部沿海地區的一個群島。聖靈群島中最大的島嶼是聖靈島，主要商業則集中在漢密爾頓島。聖靈群島因其美麗的海灘而成為澳大利亞熱門的旅遊景點。